# حزب المجد
حزب المجد (مواطنة، جمهورية، ديمقراطية)، حزب سياسي تونسي يترأسه عبد الوهاب الهاني. تأسس الحزب بعد الثورة التونسية وتحصل على التأشيرة في 24 مارس 2011. يتمحور الحزب حول مؤسسه الناشط الحقوقي والسياسي عبد الوهاب الهاني الذي عاش في المنفى بين 1991 و2011. ساهم أيضا في انطلاقة الحزب الكاتب والباحث خالد شوكات الذي انسحب لاحقا، والناصر الهاني الذي يتولى خطة الأمين العام، وفرج شوشان. رشح حزب المجد 15 قائمة اثناء انتخابات المجلس التأسيسي متحصلا على أكثر من 10 آلاف صوت دون الحصول على أي مقعد. ينظم الحزب بصفة منتظمة ندوات حول مواضيع سياسية واقتصادية مختلفة عبر «مؤسسة المجد للدراسات الاستراتيجية».

## مبادئ الحزب
يقدم الحزب نفسه ك«وسطي، هويته مغاربية عربية إسلامية، منفتحة على البعدين الإفريقي والمتوسطي، متفاعلة مع القيم الإنسانية المشاعة بين الشعوب»
ينطوي النظام الأساسي للحزب 30 هدفا من أهمها:
- دعم وتنمية العقل العلمي وتطوير منظومة البحث العلمي والتكنولوجي وإرساء مجتمع المعرفة.
- تفعيل دور السياسة الخارجية لتونس خدمة للمصالح التونسية العليا وللقضايا العربية والإنسانية العادلة وفي مقدمتها القضية الفلسطينية.
- تنمية الديمقراطية الجهوية والمحلية وتكريس اللا مركزية الادراية وتطوير آليات المشاركة في الحياة العامة.
- تطوير الجيش الوطني من حيث العدد والعدة وتطوير أدائه في الدفاع عن التراب التونسي وخدمة التنمية الاقتصادية والجهوية والبحث العلمي والتكنولوجي بما يضمن السيادة الوطنية.

## شعار الحزب
للحزب شعاران اثنين:
- لك المجد يا تونس فاستمجدي *** بعزة شعبك طول المدى
- مواطنة، جمهورية، ديمقراطية

1. ↑  "بطاقة حزب المجد"، من موقع أحزاب تونس [وصلة مكسورة] نسخة محفوظة 24 سبتمبر 2015 على موقع واي باك مشين.
2. ↑  انطلاقة الحزب "مؤسسة المجد للدراسات الاستراتيجية:ندوة حول واقع الفلاحة واشكالاتها"، الحصري نيوز في 18 جانفي 2013 نسخة محفوظة 13 مارس 2016 على موقع واي باك مشين. [وصلة مكسورة]
3. ↑  "نجل حشاد في أربعينية «بلعيد»:لندخل في صلب الموضوع"، التونسية في 17 مارس 2013 نسخة محفوظة 23 سبتمبر 2015 على موقع واي باك مشين.
4. ↑  "أهداف حزب المجد"، من موقع استطلاع نسخة محفوظة 26 أغسطس 2014 على موقع واي باك مشين.

## وصلات خارجية
- الرسمية لحزب المجد على الفايسبوك حزب المجد  على فيسبوك.